# 中英語
中英語（ちゅうえいご、中期英語（ちゅうきえいご）、中世英語（ちゅうせいえいご）、英語: Middle English）は1066年のノルマン・コンクエスト以後15世紀後半頃までの英語の名称である。文章に方言による大きな揺れが見られる。印刷の普及によって古英語の時代に用いられたウェストサクソン方言に代わってロンドンの東アングリア方言を基に文語が形成された。そして、ラテン系言語であるオイル語の系統のフランス・ノルマン語の語彙がノルマンディー公側近の貴族により大量に流入した。またこのころのスコットランド南東部のノーザンブリア方言がスコットランド語に繋がる。中英語以後1650年頃までを初期近代英語という。なお近代英語は中英語からの大母音推移を蒙ったため、両者の音韻組織は大幅に異なる。

## 発音
現代英語で多用されるいわゆる黙字（Silent letter。発音されない文字）はなく、どの字も読む。knightはナイト[nait]でなくクニヒト[kniçt]と読む。
Thanne longen folk to goon on pilgrimages
And palmeres for to seken straunge strondes
To ferne halwes, kowthe in sondry londes;
（ジェフリー・チョーサー、カンタベリー物語より）
straungeは二音節 (straun-ge)、palmeresは三音節 (pal-me-res) である。

## 文法

### 名詞
格語尾は単純化したが古英語の強変化、弱変化の区別は保たれた。以下の表を初期近代英語の語形engel (angel)、nome (name) と比較されたい。
|            | 単数    | 単数 | 複数          | 複数  |
| ---------- | ------- | ---- | ------------- | ----- |
| 主格・対格 | engel   | nome | engles        | nomen |
| 属格       | engles* | nome | engle（ne）** | nomen |
| 与格       | engle   | nome | engle（s）    | nomen |

engel → englesに見られる強変化の複数-sが一般化して現代英語の複数形-s (-es) になり、nome → nomenに見られる弱変化の複数-nはoxen, children, brethrenなど限られた単語にのみ残った。

### 動詞
概則では一人称単数現在形が-e (ich speke: I speak)、同じく二人称が-(e)st (þou spekest: you speak)、三人称が-eþ (he spekeþ: he speaks) になる（þは現代英語の"thanks"のthのような音である）。弱変化の過去形は語尾に-ed(e), -d(e), -t(e)のどれかをつけ、過去分詞ではこの過去形の前に古英語のge-に由来するi-、またはy-（ときおりbi-も用いられる）をつける。強変化動詞では現代英語の不規則動詞と同じく動詞の語幹の母音を変化させる（例：binden → bound (bind → bound)）。

### 代名詞
代名詞は古英語の形を引き継いだ。
|      | 一人称  | 一人称 | 二人称 | 二人称      |
| 単数 | 複数    | 単数   | 複数   |             |
| ---- | ------- | ------ | ------ | ----------- |
| 主格 | ich, I  | we     | þu     | ye          |
| 対格 | me      | us     | þe     | yow, ow     |
| 属格 | min, mi | ure    | þin    | yower, ower |
| 与格 | me      | us     | þe     | yow, ow     |

|      | 男性 | 中性 | 女性        | 複数        |
| ---- | ---- | ---- | ----------- | ----------- |
| 主格 | he   | hit  | ho, heo, hi | hi, ho, heo |
| 対格 | hine | hit  | hi, heo     | hi          |
| 属格 | his  | his  | hire, hore  | hore, heore |
| 与格 | him  | him  | hire        | hom, heom   |

一人称と二人称は綴りが多少変わっただけで古英語と大体同じである。三人称では単数男性対格がhimになった。女性形は後にsheに変わっていったが長い間hoも残存した。文語が安定していなかったので語形に揺れがある。

## 主な文献と文例
中英語の文献で代表的なものは以下のものが挙げられる。
- ジェフリー・チョーサー『カンタベリー物語』(Geoffrey Chaucer: The Canterbury Tales)
- ガウェイン詩人（英語版）『ガウェイン卿と緑の騎士』(Gawain Poet: Sir Gawain and the Green Knight)
- ウィリアム・ラングランド（英語版）『農夫ピアズの夢（英語版）』(William Langland: Piers Plowman)

以下はジェフリー・チョーサーの『カンタベリー物語』の序章の冒頭である。

Whan that Aprill with his shoures sote

The droghte of Marche hath perced to the rote,

And bathed euery veyne in swich licour,

Of which vertu engendred is the flour;

Whan Zephirus eek with his swete breeth

Inspired hath in euery holt and heeth

The tendre croppes, and the yonge sonne

Hath in the Ram his halfe course yronne,

And smale fowles maken melodye,

That slepen al the niȝt with open eye—

So priketh hem Nature in hir corages—

Than longen folk to goon on pilgrimages,

And palmeres for to seken straunge strondes,

To ferne halwes, couthe in sondry londes;

And specially, from euery shires ende

Of Engelond to Caunterbury they wende,

The holy blissful martir for to seke,

That hem hath holpen, whan that they were seke.